# 建湖站
建湖站，位于中华人民共和国江苏省盐城市建湖县近湖街道，是新长铁路、徐盐铁路上的火车站，由上海铁路局管辖。
建湖站建于2001年，2004年投入运营，站房面积1500多平方米，车站南侧设有铁路货场。车站于2017年3月1日停办客运业务，在原站场南侧新建徐盐铁路站场和站房，货场关闭并分流至盐城北站和伍佑站。2019年12月16日，改造后的建湖站重新开门迎客。

## 車站周邊
- 建湖县第一中学
- 建湖工业园区

## 外部連結
- 中国铁路客户服务中心 （页面存档备份，存于）